# کریستن آندریاس فونیسبچ
کریستن آندریاس فونیسبچ (دانمارکی: Christen Andreas Fonnesbech; ۷ ژوئیهٔ ۱۸۱۷ – ۱۷ مهٔ ۱۸۸۰) یک سیاست‌مدار اهل دانمارک بود.